# Heinz Frömmer
Heinz Frömmer (21 de Abril de 1921 - 9 de Fevereiro de 1945) foi um comandante de U-Boot que serviu na Kriegsmarine durante a Segunda Guerra Mundial.